# Майціхов
Майціхов (словац. Majcichov) — село, громада округу Трнава, Трнавський край. Кадастрова площа громади — 18.2 км².
Населення 2171 особа (станом на 31 грудня 2020 року).

## Історія
Майціхов згадується 1266 року.

## Населення
| Рік:            | 1994. | 2004.   | 2014.   | 2024.    |
| --------------- | ----- | ------- | ------- | -------- |
| Кількість осіб: | 1849  | 1857    | 1912    | 2181     |
| Різниця:        |       | +0,43 % | +2,96 % | +14,06 % |

| Рік:            | 2023. | 2024.   |
| --------------- | ----- | ------- |
| Кількість осіб: | 2179  | 2181    |
| Різниця:        |       | +0,09 % |